# Futura Marge
Pour les articles homonymes, voir Futura.
Disques Futura et Marge ou Futura Marge est un label indépendant créé en 1969 par Gérard Terronès, à partir des programmes d’un club de jazz parisien (Le Gill’s) qu’il dirigeait à l’époque.

## Histoire
En 1973, Gérard Terronès avec la même tendance artistique et sur les mêmes bases d’indépendance mais avec une orientation plus politique, devait créer les disques Marge dans la continuité des disques Futura.
Parallèlement et jusque dans le milieu des années 1980, Gérard Terronès adjoint aux disques Marge trois sous labels (Blue Marge, Impro, et Jazz Unité), correspondant à différentes thématiques et orientations musicales du moment toutes résultant des programmes de ses clubs et concerts successifs à Paris.
En s’appuyant sur son propre magasin de disques à Paris et en fonctionnant en autoproduction et auto distribution, le label Futura a également diffusé en France plusieurs autres labels indépendants européens
Durant trois décennies le système de diffusion des disques Futura s’articulera autour de ventes réalisées dans les clubs dirigés et gérés par Gérard Terronès (Blues Jazz Museum, Gill's Club, Totem, Jazz Unité), les concerts (Centre Culturel Américain, Palais des Glaces, Théâtre du Forum des Halles...), et festivals (Jazz à Massy, Jazz au Futur, Musiques mutantes au TLP Dejazet...), également produits à Paris par Gérard Terronès, et fonctionna en dehors de Paris durant les nombreuses tournées d’artistes qu’il organisa alors en France et en Europe jusqu’en 1993.
En 1996, Gérard Terronès décide de fusionner les disques Futura et Marge ainsi que toutes les divisions issues de Marge en une seule enseigne Disques Futura et Marge, tout en continuant à produire de nouveaux enregistrements le plus souvent réalisés dans les nouveaux espaces musiques et clubs parisiens.
Jusqu'aux années 2010, la ligne directrice restera la même, orientée vers le jazz contemporain, le free jazz et les musiques improvisées européennes, avec l'adjonction d'une nouvelle unité d'accueil, Hôte Marge, destinée aux musiciens de tous styles et de tous horizons.
Ces dernières années, Gérard Terronès introduit dans ses nouvelles productions quelques touches de musiques dérivées du jazz, telles que les musiques électro-acoustiques du groupe Luniks Project, le flamenco expérimental du trio Hors Pistes de Laurent Geniez et Paco el Lobo, le blues politiquement engagé du Franzktrio, et le blues classique du quartet dirigé par Franck Goldwasser et Vincent Bucher.
De 2011 à 2014, Gérard Terronès reprend son activité d'organisateur de concerts en utilisant une fois par mois la scène et l'espace du célèbre et mythique dancing La Java à Paris (Edith Piaf, Django Reinhardt, le Swing Musette...).
En 2014, Gérard Terronès et les Disques Futura et Marge fêtent respectivement leurs 50 et 45 ans d’existence dans les mondes du jazz, du free jazz, et des musiques improvisées européennes. En 2015 les Disques Futura et Marge deviennent "Futura Marge". Gérard Terronès est décédé le 16 mars 2017.
Christophe Féray (Atypeek Music) reprend la gestion du label Futura Marge. Odile Terronès et Christophe Féray restent chargés de la direction artistique. Une Collaboration avec le Souffle Continu permet des rééditions vinyles.
Marianne Fernel, née le 7 mars 1945, proche collaboratrice de Futura Marge, décède le 30 janvier 2021 à Villejuif.

## Artistes

### Futura
Spécialisés en jazz contemporain les disques Futura ont produit et financé une cinquantaine d’albums tous enregistrés en France avec différents musiciens de jazz français (Georges Arvanitas, Michel Portal, François Tusques, Jef Gilson,  Jacques Thollot…), européens (Siegfried Kessler, John Surman, Paul Van Gysegem, Joachim Kühn, Pierre Favre…), et américains (Mal Waldron, Anthony Braxton, Ted Curson, Jaki Byard, Dexter Gordon, Steve Lacy…).
Futura a également enregistré différents courants allant des musiques improvisées européennes (Raymond Boni, Horde Catalytique pour la Fin, Jacques Berrocal, Bernard Vitet…) au rock alternatif (Red Noise, Mahogany Brain, Fille Qui Mousse, Triode, Barricade…) jusqu’aux  représentants d’un jazz plus traditionnel (Hal Singer, Freddie Redd, Irakli, Chris Woods, Ben Webster…).

### Marge
Les enregistrements Marge sont un peu plus axés autour de quelques grandes vedettes du jazz américain comme Archie Shepp, Roy Haynes, Abbey Lincoln, David Murray, Hilton Ruiz, Pepper Adams, Sunny Murray, Billy Harper, Stu Martin, Sonny Sharrock, Philly Joe Jones, Sam Rivers, de l’Europe comme Willem Breuker, ou John Tchicai, d'Afrique du sud Johnny Dyani, musiciens qui se produisaient dans ses différents établissements ou concerts (Totem, Palais des Glaces, Forum des Halles et Jazz Unité), que Gérard Terronès représentait en France et parfois en Europe.
Néanmoins plusieurs musiciens français ont été enregistrés par les disques Marge ces vingt dernières années, notamment Roger Raspail, Christophe Laborde, Luc Rebelles, Éric Barret, Simon Goubert, Barney Wilen, Bernard Santacruz, Arnaud Sacase, Sylvain Guérineau, Benjamin Duboc, Didier Lasserre, Laurent Geniez, Stéphane Payen, Richard Bonnet, François et Raphaël Lemonnier, Paul Wacrenier...
Depuis les années 2000 les disques Marge ont plus particulièrement enregistré des groupes de musiciens en public dans différents clubs parisiens ainsi qu'en province, notamment les musiciens américains Richard Davis, Eddie Henderson, Rob Brown, Roy Campbell, Jr., William Parker, Hamid Drake, Oliver Lake, Reggie Worman, Ricky Ford, Jef Parker, Andrew Cyrille, James Spaulding, Joe Fonda, Sonny Simmons, Lou Grassi, Billy Bang, Barry Altschul, Mark Helias, Tony Malaby, Tom Rainey, le britannique Evan Parker, le franco-marocain Abdelhaï Bennani, l'israélien Assif Tsahar, le néerlandais Jasper van' t Hof, le danois Hasse Poulsen, les pianistes françaises Claudine François et Sophia Domancich, et les saxophonistes Alexandra Grimal et Véronique Magdelenat.